# Solista (ballet)
En ballet, un solista es un bailarín en una compañía de ballet por encima del cuerpo de ballet pero por debajo del bailarín principal.
Los bailarines de este nivel interpretan la mayoría de los papeles solistas y menores en un ballet, como Mercucio en Romeo y Julieta o una de las hadas en La bella durmiente.